# Мумія повертається
«Мумія повертається» (англ. The Mummy Returns) — американський пригодницький фільм 2001 р. автор сценарію і режисер — Стівен Соммерс. У ролях: Брендан Фрейзер, Рейчел Вайс, Джон Ханна, Арнольд Вослу, Одед Фер, Патрісія Веласкес і Фредді Боас. Фільм є продовженням фільму Мумія. За характеристикою фільм містить менше сцен з елементами жаху, ніж перший, додаючи замість цього гумористичний фарс і сарказм.
Мумія повертається надихнув на створення фільму 2002 р. Цар скорпіонів, сюжет якого розвивається за 5 000 років до подій оригінального сюжету, головного персонажа грає Двейн Джонсон. Пізніше Мумія: Гробниця імператора-дракона.

## Сюжет
Фільм починається в 3067 до н. е. біля брами давньоєгипетського міста Фіви, де воїн, відомий як Цар скорпіонів (Двейн Джонсон), веде свою армію проти захисників міста на шляху завоювання. Цар скорпіонів програє вирішальну битву і відступає в пустелю разом із залишками своєї армії. Після того, як його солдати вимирають один за іншим, тільки Цар скорпіонів залишається в живих. Перед смертю, поклявшись у вірності Богу Анубісу, Цар скорпіонів продає свою душу на можливість перемогти його ворогів. Анубіс погоджується і негайно з'являється велика оаза під назвою Ам-Шер. Цар скорпіонів повертається до Фів з шакалоголовими воїнами Анубіса, щоб помститися за поразку. Після того, як він бере Фіви, Анубіс забирає його душу, армія бога перетворюється на пісок. Рівно через 5000 років, в 1933 році, з'являється сім'я О'Коннеллів, через 10 років після їх попередньої пригоди.
Відважний герой, шукач пригод Рік О'Коннелл (Брендан Фрейзер), тепер багатий, щасливо одружений з прекрасною Евелін (Рейчел Вайс) і виховує свого восьмирічного сина Алекса. Під час археологічних розкопок, що більше нагадують грабіж, Іві та Рік виявляють чергову скриню. Але в ній немає Книги Мертвих або глечиків з органами. Замість цього там знаходиться браслет Анубіса, який раніше одягав Цар скорпіонів. Тим часом, до розкопок прибувають три бандити. Один з них, Ред, вирушає на пошуки О'Коннеллів, а решта двоє - Спайві та Жак, лишаються у залі. Алекс кепкує зі Спайві, стріляючи по ньому з рогатки, але його помічає Жак. Ред тим часом знаходить О'Коннелів і намагається їх вбити. Але знаходження браслета активує пастку і йому доводиться тікати. Він повертається до Спайві та Жака і вони забираються геть. Рік і Евелін ледь не гинуть, але по щасливому збігу обставин, вони вибираються з неї. Тим часом на руїнах Хамунаптри культ Імхотепа веде розкопки, які оточують Балтуз Хафез та Міла Наїс, реінкарнація Анк-су-Намун (Патрісія Веласкес). Врешті, вони знаходять рештки Імхотепа. Виявляється, що ці три бандити працювали на Хафеза і мали доставити їм браслет. Але вони вказують, що він у О'Коннеллів і вони вирушають до Лондона. Про це також дізнається Ардет Бей.
Повернувшись до Лондона, їх син Алекс через цікавість надягає браслет, який показує йому шлях в Ам-Шер. У будинок О'Коннеллів прибувають прислужники Імхотепа і викрадають Евелін та скриню з браслетом (не знаючи, що його там немає). Рік, Джонатан, Алекс та Ардет Бей вирушають до британського музею, бо за словами Алекса, Балтуз Хафез працює там куратором. Ардет помічає у Ріка меджайське татуювання і каже, що Рік один з них, на що Рік відмахується, що це тату йому зробили у каїрському сирітському притулку. У музеї куратор разом з поплічниками воскрешають Імхотепа. Вони намагаються принести Евелін у жертву, але її рятує Рік. Імхотеп викликає мумій-вартових і наказує їм знищити подружжя та меджая, які відправили його на той світ 10 років тому. У гонитві через Лондон вони знищують мумій але Алекса викрадають прислужники Імхотепа. Алекс отримує інструкції по мірі просування та залишає мітки для батьків, щоб вони могли за ним слідувати. О'Коннелл наймає Іззі (Шон Паркес), пілота, з яким він раніше працював, той допомагає їм наздогнати викрадачів на своєму дирижаблі.
У дорозі О'Коннелли дізнаються, що мають зв'язок з Імхотепом і Царем скорпіонів в минулому житті. У минулому житті Іві була Нефертіті, дочкою фараона Сеті I і берегинею браслета Анубіса. Рік — меджай, якому було довірено життя Евелін. Разом зі своїм сином, носієм браслета, вони складають три сторони піраміди. Коли браслет досягне піраміди в Ам-Шері, то пробудить Царя скорпіонів, який, у свою чергу, закличе армію Анубіса для захоплення світу.
Коли обидві групи прибувають в оазу, військо Імхотепа атаковано пігмеями-муміями. Скориставшись метушнею, на культистів нападають Рік, Іві, Джонатан (брат Іві) і Ардет Бей. Всі культисти, крім їхнього лідера, вбиті. Рік хапає Алекса і біжить в піраміду, перед тим як її торкнеться промінь сонця, тому що якщо цього не зробити, браслет вб'є Алекса. Пізніше браслет все ж пробуджує армію Анубіса, племена меджаїв залишаються стримувати їх.
Імхотеп і Анк-Су-Намун з'являються біля входу в храм і вбивають Іві. Імхотеп підходить до лігва Царя скорпіонів, але Анубіс забирає його надприродні здібності, бажаючи, щоб він бився, як смертний. Незважаючи на це, Імхотеп викликає Царя скорпіонів (який повстає в зовнішності гігантського скорпіона) і, прикидаючись його вірним слугою, змушує його битися з Ріком. У той же час Алекс знаходить книгу мертвих і відроджує свою матір, яка потім б'ється з Анк-Су-Намун.
Рік бачить серію ієрогліфів на стіні і розуміє, як убити Царя. Виявляється, той скіпетр, який Джонатан носив весь час з собою, є списом Осіріса, єдиною зброєю, здатною зупинити ворога. Хоча Джонатан кидає спис і Імхотеп ледь не робить смертельний удар, Ріку вдається проткнути ним Царя скорпіонів. Цар потрапляє в пекло, армія Анубіса перетворюється на пісок.
Рік і Імхотеп намагаються втекти з храму, але обидва ледь не падають у розкол до підземного світу, де їх намагаються забрати мертві душі. Евелін, ризикуючи своїм життям, кидається рятувати чоловіка. Імхотеп просить Анк-Су-Намун допомогти йому, але та кидає його і намагається врятуватися сама, однак падає в яму зі скарабеями, які її миттєво з'їдають. У шоці від зради коханої, через яку він і став проклятою мумією, Імхотеп відпускає руки, падаючи в пекло.
Всім героям вдається врятуватися завдяки Іззі, який підбирає їх на даху храму. Джонатан встигає схопити величезний діамант з даху храму (ризикуючи життям всіх, хто був в дирижаблі), і вони відлітають додому. Іззі вимагає у Джонатана половину діаманту замість скіпетра, який той вкрав у нього після аварії в джунглях, а Рік цілує свою кохану дружину Евелін.

## Ролі
- Брендан Фрейзер — Рік О'Коннелл, шукач пригод, колишній легіонер Французького Іноземного Легіону
- Рейчел Вайс — Евелін Карнахан-О'Коннелл, єгиптологиня та дружина Ріка / Принцеса Нефертіті, дочка фараона Сеті І
- Фредді Боас — Алекс О'Коннелл, син Ріка та Евелін
- Джон Ханна — Джонатан Карнахан, брат-невдаха Евелін, шурин Ріка та дядько Алекса
- Одед Фер — Ардет Бей, голова племені Меджаїв
- Арнольд Вослу — Імхотеп, верховний жрець фараона Сеті І та Хранитель Мертвих
- Патрісія Веласкес — Міла Наіс, реінкарнація Анк-Су-Намун / Анк-Су-Намун, наложниця фараона Сеті І
- Алан Армстронг — Балтус Хафез, куратор британського музею і голова культу Імхотепа
- Адевале Акінуойє-Агбадже — Лок-На, слуга культу Імхотепа
- Двейн Джонсон — Матай, Цар скорпіонів
- Шон Паркес — Іззі Баттонс, пілот і давній друг Ріка
- Брюс Байрон — Ред Віллітс, бандит, який працює на Культ Імхотепа
- Джо Діксон — Жак Клемон, бандит, який працює на Культ Імхотепа
- Том Фішер — Джейкоб Спайві, бандит, який працює на Культ Імхотепа

## Дубляж та озвучення

### Дубляж (Телекомпанія«Новий канал», 2006)
Ролі дублювали:
- Анатолій Зіновенко — Балтус Хафез, Спайві
- Георгій Гавриленко — Імхотеп
- Олег Лепенець — Джонатан Карнахан, Жак
- Дмитро Завадський — Ред
- Олесь Гімбаржевський — Ардет Бей
- Володимир Терещук — Лок-На, Іззі
- Михайло Жонін — Рік О'Коннелл
- Лідія Муращенко — Евелін Карнахан-О'Коннелл
- Олена Узлюк — Міла Наіс

З цим дубляжем транслювались на каналах «1+1», «2+2», «ТЕТ» та «Новий канал».
Також фільм транслювались на колишніх каналах «ТРК Україна» та «НЛО TV» (одночасно з російським та українським дубляжем відповідно).

### Багатоголосе закадрове озвучення (Студія«Так Треба Продакшн»на замовлення телекомпанії«ICTV», 2010)
Ролі озвучували:
- Володимир Терещук — Рік О'Коннелл
- Олена Бліннікова — Евелін Карнахан-О'Коннелл
- Анатолій Пашнін — Джонатан Карнахан, Іззі, Балтус Хафез, Спайві
- Олег Стальчук — Імхотеп, Ардет Бей, Лок-На, Ред
- Інна Капінос — Алекс, Міла Наіс

З цим озвученням транслювались на каналах «ICTV» та «Cine+».

## Саундтрек
The Mummy Returns: Original Motion Picture Soundtrack випущено 1 травня 2001 р. Decca Records.
| #   | Назва                                                | Тривалість |
| --- | ---------------------------------------------------- | ---------- |
| 1.  | «The Legend of the Scorpion King»                    | 4:55       |
| 2.  | «Scorpion Shoes»                                     | 4:24       |
| 3.  | «Imhotep Unearthed»                                  | 4:22       |
| 4.  | «Just an Oasis»                                      | 1:25       |
| 5.  | «Bracelet Awakens»                                   | 1:28       |
| 6.  | «Evy Kidnapped»                                      | 5:55       |
| 7.  | «Rick's Tattoo»                                      | 1:59       |
| 8.  | «Imhotep Reborn»                                     | 2:42       |
| 9.  | «My First Bus Ride»                                  | 7:45       |
| 10. | «The Mushy Part»                                     | 2:42       |
| 11. | «A Gift and a Curse»                                 | 5:32       |
| 12. | «Medjai Commanders»                                  | 2:03       |
| 13. | «Evy Remembers»                                      | 4:03       |
| 14. | «Sandcastles»                                        | 3:22       |
| 15. | «We're In Trouble»                                   | 2:18       |
| 16. | «Pygmy Attach»                                       | 3:31       |
| 17. | «Come Back Evy»                                      | 3:29       |
| 18. | «The Mummy Returns»                                  | 7:44       |
| 19. | «Forever May Not Be Long Enough» (виконавець — Live) | 3:47       |

## Реакція

### Касові збори
Касові збори Мумія повертається (у світовому прокаті мінус бюджет) склали $ 335 013 000, що, з урахуванням інфляції, на кілька відсотків нижче, ніж прибуток Мумії ($ 335 933 000). У день відкриття фільм заробив $ 24 134 667, зібрав $202 019 785 в Сполучених Штатах, Канаді, $230 993 489 в інших країнах, загальна сума по всьому світу $433 013 274.

### Сприйняття
Мумія повертається отримав змішані відгуки від критиків. Рейтинг на Rotten Tomatoes склав 47%, заснований на 139 відгуках. Середня оцінка Metacritic на основі 31 огляду — 48 з 100.